# Fosfogluconato deidrogenasi (decarbossilante)
La fosfogluconato deidrogenasi (decarbossilante) è un enzima appartenente alla classe delle ossidoreduttasi, che catalizza la seguente reazione:
6-fosfo-D-gluconato + NADP+ ⇄ D-ribulosio 5-fosfato + CO2 + NADPH
Alcune preparazioni riducono il NAD+ come il NADP+.